# Jia Zhanbo
Dans ce nom chinois, le nom de famille, Jia, précède le nom personnel.
Jia Zhanbo (en chinois : 贾 占波), né le 15 mars 1974 à Xinxiang, est un tireur sportif chinois. 

## Biographie
Aux Jeux olympiques d'été de 2004 à Athènes, Jia Zhanbo est sacré champion olympique de tir en carabine à 50 mètres et 3 positions. Le tireur chinois dispute aussi les Jeux de 2008.